# León Vilarín
Américo León Vilarín Marín (Santiago, 15 de diciembre de 1915-Santiago, junio de 1999) fue un dirigente social chileno, miembro del Frente Nacionalista Patria y Libertad, que se hizo conocido por liderar la Confederación Nacional de Dueños de Camiones de Chile (CNDC) y luego un sector importante de la oposición al gobierno del presidente Salvador Allende (1970-1973).

## Primeros años
En 1941 contrajo matrimonio con Adriana Benítez (fallecida en 1997) en Tiltil, con quien tuvo un hijo: Gonzalo. Fue el hermano menor de Castor Vilarín, dirigente comunista fallecido en 1928. En los años 1940 fue militante socialista y dirigente del Frente Nacional de la Vivienda. En 1949 fue expulsado del Partido Socialista de Chile por desobediencia a la política de la dirección.

## Dirigencia sindical
Ya en los años 1950, se hizo trabajador independiente. Pronto comenzó a figurar como dirigente de su gremio, agrupado en la Confederación Nacional de Dueños de Camiones (CNDC), de la cual fue presidente desde el 9 de diciembre de 1965. En su propia Confederación debió enfrentar denuncias por "adulteración de documento público" y no estaba inscrito en el registro nacional de propietarios de camiones, ya que no poseía ningún vehículo.
Las opiniones políticas de León Vilarín evolucionaron gradualmente a la derecha política. Tomó posiciones anticomunistas, percibió con hostilidad la llegada al poder en 1970 de Salvador Allende y el gobierno marxista del bloque Unidad Popular, que incluía a los partidos socialistas, comunistas y a los radicales de izquierda. En 1971 se unió al Frente Nacionalista Patria y Libertad.
Como presidente de ese gremio, encabezó el «paro de octubre de 1972» contra el gobierno de la Unidad Popular (UP), representando, junto a Rafael Cumsille, dirigente de los comerciantes minoristas, a los sectores de clase media que se opusieron al proceso. Afirmó en un discurso que el "objetivo del paro es derrocar al Gobierno". Fue arrestado al día siguiente de iniciada la huelga por órdenes del gobierno de Salvador Allende. León Vilarín fue una de las figuras claves en el derrocamiento de Allende.

## Últimos años
León Vilarín apoyó plenamente el golpe de Estado en Chile de 1973 y fue un partidario activo del dictador Augusto Pinochet durante casi todo su régimen. A partir de la crisis económica en Chile de 1982, Vilarín criticó duramente la política económica de las autoridades militares, y en 1988 seguía defendiendo el legado de la dictadura militar del general Augusto Pinochet, sumándose a la campaña por la opción «Sí» en el plebiscito de ese año. Con ese objetivo se integró al Centro Democrático Libre, de corta existencia. Falleció en junio de 1999.

## Legado
La figura de León Vilarín ha sido recordada en varios casos de conflictos entre el gobierno y los transportistas. La CNTC (Confederación Nacional del Transporte de Carga Terrestre) llama «líder natural» a León Vilarín. En agosto de 2015, el presidente de la CNDC (Confederación Nacional de Dueños de Camiones de Chile), Sergio Pérez, manifestó su deseo de ser como Vilarín.